# Жилищное строительство
«Жили́щное строи́тельство» (укр. Житлове будівництво) — щомісячний виробничо-технічний журнал Державного комітету з цивільного будівництва та архітектури при Держбуді СРСР та Центрального правління Науково-технічного товариства будівельної індустрії. 

## Історія
Видавали в Москві з січня 1958 року. Тираж (станом на 1972 рік) 20 тисяч екземплярів.
Висвітлював питання архітектури житла, комплексної забудови житлових районів, типового та експериментального проєктування, індустріалізації, організацій та якості житлового будівництва, застосування ефективних будівельних матеріалів та конструкцій. Публікував нові дані в галузі виробництва будівельних робіт, інженерних розрахунків, конструювання, будівництва житлових будівель за кордоном тощо.
Видання продовжилося після розпаду СРСР.

## Нагороди
- Диплом ВДНГ 3 ступеню (1967) — «за активну пропаганду досягнень науки, техніки, передового досвіду, що демонструються на ВДНГ СРСР»[3].
- За творчу роботу з організації в журналі постійного розділу «Досвід ВДНГ — у будівництво», який широко пропагує досягнення будівельників, заступника головного редактора журналу Федорова В. В. нагороджено срібною медаллю та наукового редактора журналу Дежнова В. К. — бронзовою медаллю[3].